# حميمو
حميمو مسلسل مغربي عُرض على قناة الأولى سنة 2015، من بطولة عمر لطفي وأمين الناجي وغيرهم.

## ملخص المسلسل
حميمو (عمر لطفي) طفل يعاني من مرض التوحد، حيث يحتاج إلى علاج واهتمام كبيرين، وهذا ما لن يجده في ظل ظروف عائلته الصعبة وعدم انشغالهم به، كما أن زوجة شقيقه تعامله بقسوة ولا تشفق عليه ولا على حالته، خصوصا وأن والدته متوفية منذ فترة، أما والده فهو شخص عجوز بلغ من الشيب عصيا ولا يستطيع فعل شيء في ظل كل هذه الظروف، لكن شاءت الأقدار أن يلتقي بأستاذة وفي نفس الوقت طبيية نفسية خبيرة بهذا النوع من الأمراض، فتقرر الاعتناء به ومرافقته إلى حين استرجاع حالته الطبيعية التي كان عليها من قبل، وبالفعل هذا ما حصل حيث قامت بالبحت عن علاج له واستمراره في اخد ذلك العلاج ومع استمرار الضغوطات والمعانات من طرف زوجة اخيه القاسية التي لا تريد له ان يتعالج وذلك من اجل ضمان حق ابنها الذي سيولد مستقبلا لم يكمل حميمو اخد العلاج لكنه أصبح ذو قدرات عقلية هائلة جدا.

## بطولة
| [أيقونة] | هذا القسم فارغ أو غير مكتمل. ساهم في توسيعه. (نوفمبر 2018) |

| [أيقونة] | هذا القسم فارغ أو غير مكتمل. ساهم في توسيعه. (نوفمبر 2018) |

| أيقونة بذرة | هذه بذرة مقالة عن إنتاج المسلسلات في التلفزيون أو الإذاعة بحاجة للتوسيع. فضلًا شارك في تحريرها. |